# キワ科
キワ科（キワか、Kiwaidae）は、クモエビ上科に属する科の一つ。
キワ科に属する属は、キワ属 (Kiwa) のみである。
キワ科キワ属に属する種は2017年現在、以下の通り。
- キワ・ヒルスタ (Kiwa hirsuta)
- キワ・アラオナエ (Kiwa araonae)
- キワ・プラヴィダ (Kiwa puravida)
- キワ・ティレリ (Kiwa tyleri)